# Mutik Tsenpo
Mutik Tsenpo (tibétain : མུ་ཏིག་བཙན་པོ་, Wylie : Mu-tig btsan-po) (764-817), fils de Trisong Detsen de la dynastie Yarlung des rois du Tibet et empereur de l'Empire du Tibet (629–877) ne put régner. Selon d'autres sources, il aurait régné.

### Autre lecture
- Bsod-nams-rgyal-mtshan (Sa-skya-pa Bla-ma Dam-pa), Per K. Sørensen, The mirror illuminating the royal genealogies: Tibetan Buddhist historiography : an annotated translation of the XIVth century Tibetan chronicle : rGyal-rabs gsal- baʼi me-long, Otto Harrassowitz Verlag, 1994,  (ISBN 3447035102 et 9783447035101)